# ビエラ支石墓
ビエラ支石墓 (スペイン語: Dolmen de Viera)は、スペイン・アンダルシア州マラガ県アンテケーラ近郊にある支石墓（ドルメン）。メンガ支石墓と合わせてヨーロッパの先史時代を代表する巨石建造物であり、ヨーロッパ屈指の大きさを持つ巨石建造物である。

## 解説
座標: 北緯37度01分27秒 西経4度32分54秒 / 北緯37.024116度 西経04.548374度
メンガ支石墓から70メートル離れた場所にあり、エル・ロメラル遺跡から4キロメートル離れた場所にある。メンガ支石墓と同様に、巨石を直立させる技術を用いて建設されている。27の巨石からなる長い通路の先に長方形の部屋がある。この部屋は埋葬室であると推定されているが、（埋葬者や埋葬品は見あたらず）シリカや骨角器や陶器が発見されているだけである。
埋葬室と通路では空間の大きさが異なる。埋葬室は高さ200センチメートルをわずかに超え、幅は180センチメートルであるのに対して、通路の高さは185センチメートルであり、入口の幅は130センチメートル、埋葬室近くの幅は160センチメートルである。通路は21メートル以上の長さを持つ。巨石の厚みは20センチメートルから50センチメートルである。
ビエラ支石墓は直径50メートルの墳丘で覆われている。イベリア人の墓の多くと同様に、わずかに南側に傾いた東向き（96度）である。そのため夏至には、昼間の日差しが正確に埋葬室内を照らす。

## 歴史

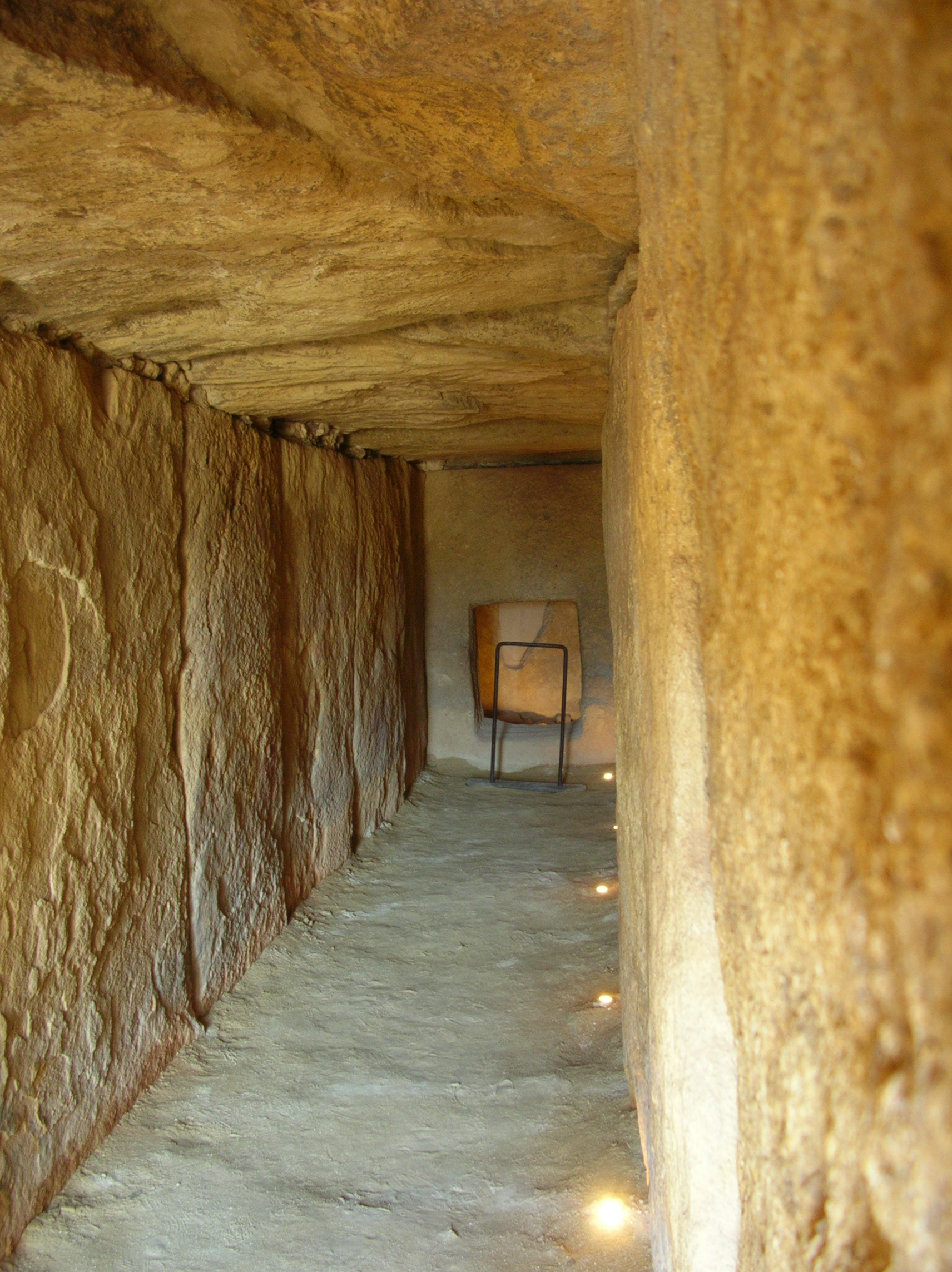
支石墓の内部

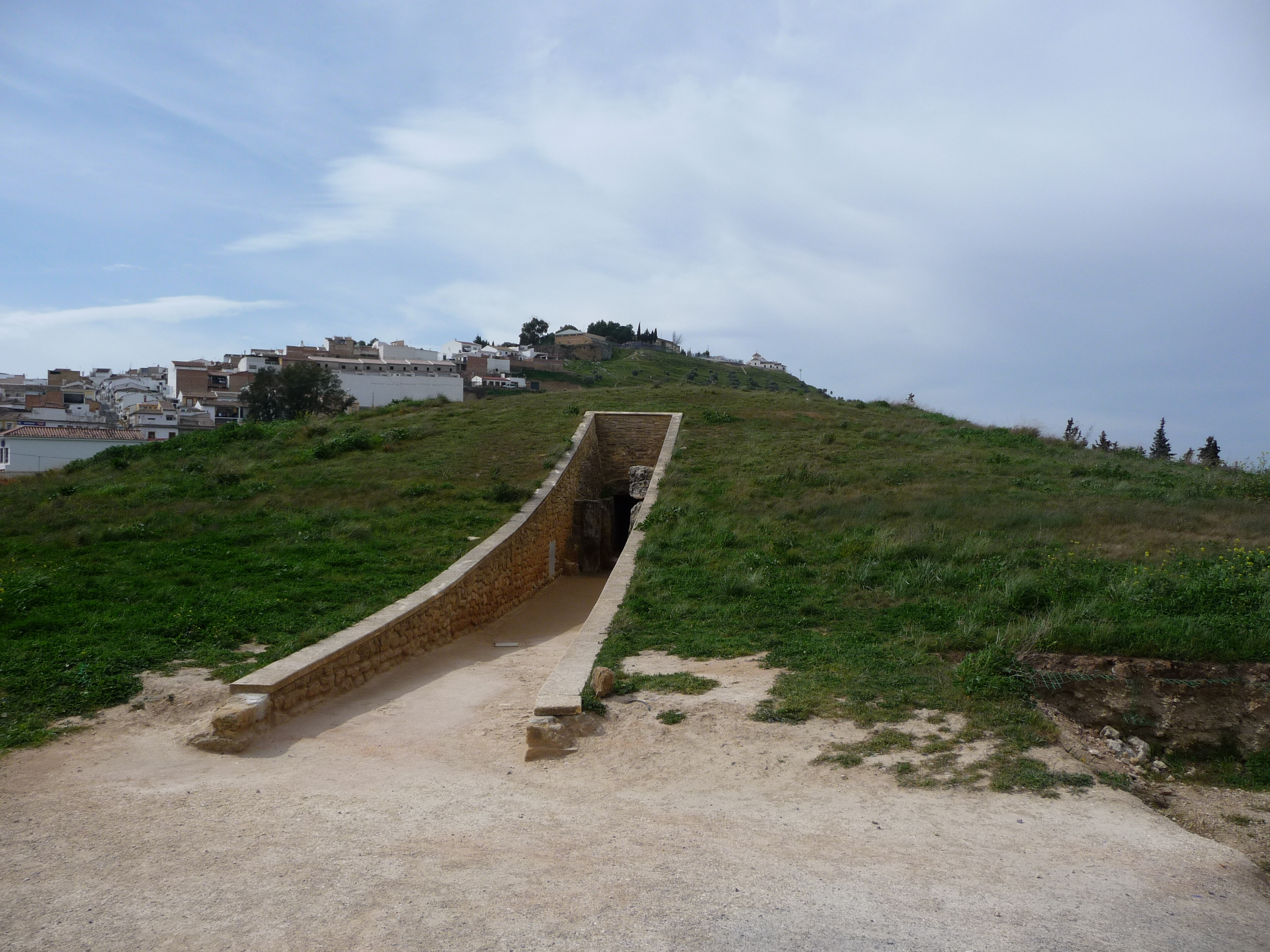
周囲の墳丘

ビエラ支石墓は紀元前3000年以前の銅器時代に建設されたことが判明しているが、その正確な建設時期は定かでない。
発見はメンガ支石墓よりも遅い。1903年から1905年にかけて、アントニオ・ビエラとホセ・ビエラのビエラ兄弟によってこの支石墓が発見された。アンテケーラ出身のビエラ兄弟はエル・ロメラル遺跡の発見者でもある。1923年には国定史跡に指定された。
現在はアンダルシア州政府文化省がビエラ支石墓を所有しており、アンテケーラのドルメン遺跡群の一部として管理している。支石墓は近年になって修復され、訪問者に対して公開されている。2016年にトルコのイスタンブールで開催された第40回世界遺産委員会では、ビエラ支石墓を含むアンテケーラ近郊の支石墓遺跡群が「アンテケーラのドルメン遺跡」として世界遺産（文化遺産）に登録された。